# Rhytiobeyrichia
Rhytiobeyrichia is een geslacht van uitgestorven kreeftachtigen uit de klasse van de Ostracoda (mosselkreeftjes).

## Soort
- Rhytiobeyrichia naruna Jones (P. J.), 1987 †